# Specifična toplina
Specifična toplina je količina topline koju treba dovesti jedinici količine neke tvari da bi temperatura tvari porasla za neku jedinicu temperature. Obično se izražava kilogramom tvari nekog tijela i za porast temperature od 1 K (kelvin), odnosno za 1°C, ali ponekad je praktično izraziti je za mol tvari ili drugačije. 
Različite okolnosti mogu utjecati na promjenu specifične topline tvari, tipično promjena agregatnog staǌa. Također, promjene tlaka ili volumena tvari tijekom grijaǌa (što se posebno izraženo vidi kod plinova) utječu na mjereǌe specifične topline, iako ne utječu nužno ili izraženo na sam iznos specifične topline.
Na primjer, možemo promatrati vodu i iznos ǌene specifične topline u tri različite okolnosti:
- pri temperaturi od 100 °C (para): 2,08 kJ/(kg·K)
- pri temperaturi od 25 °C (tekućina): 4,1813 kJ/(kg·K)
- pri temperaturi od -10 °C (led): 2,05 kJ/(kg·K)

Toplina koju je tvari potrebno dovesti da bi se promijenilo agregatno staǌe se ne ubraja u specifičnu toplinu, jer temperatura tijela za to vrijeme niti ne raste, već se naziva latentnom toplinom. 